# هری پاتر و سنگ جادو (بازی ویدئویی)
هری پاتر و سنگ جادو (به انگلیسی: Harry Potter and the Philosopher's Stone) یک بازی ویدئویی است که در سال ۲۰۰۱ توسط شرکت الکترونیک آرتز به بازار آمد.

## نقد

### شخصیت‌های قابل بازی
- هری پاتر

### شخصیت‌های غیرقابل بازی
دانش‌آموزان:
- هرمیون گرینجر
- رون ویزلی
- فرد ویزلی
- جرج ویزلی
- دراکو مالفوی
- وینست کراب
- گریگوری گویل

معلمان:
- آلبوس دامبلدور که مدیر هاگوارتز است.
- کورینیوس کوییرل معلم درس دفاع در برابر جادوی سیاه
- مینروا مک‌گونگال معلم درس تغییرشکل
- رولاندا هوچ معلم پرواز
- سوروس اسنیپ معلم درس معجون‌ها
- فیلیوس فلیت‌ویک معلم درس وردهای جادویی
- پومونا اسپراوات معلم درس گیاهشناسی

بقیه:
- هاگرید شکاربان و کلیددار مدرسه و دوست هری پاتر
- لرد ولدمورت شخصیت منفی اول داستان
- بدعنق در طول بازی مشکلاتی را پدیدمی‌آورد که به عنوان یک مرحله کوچک باید از آن عبور کنید
- آرگوس فلیچ سرایدار مدرسه

## داستان
هری پاتر در سال اول مدرسه جادوگری هاگوارتز است و از همان اول با مشکلات عجیبی روبه رو می‌شود

## تفاوت‌ها میان کتاب٬فیلم و بازی
| آیتم        | کتاب                                                     | فیلم                                                     | بازی کامپیوتر                                             | بازی ویدئویی (پلی استیشن ۱ یا ۲)                                   |
| ----------- | -------------------------------------------------------- | -------------------------------------------------------- | --------------------------------------------------------- | ------------------------------------------------------------------ |
| کوچه دیاگون | در فصل پنج هری پاتر و هاگرید از کوچه دیاگون دیدن می‌کنند. | هری وا هاگرید در ابتدای فیلم از کوچه دیاگون دیدن می‌کنند. | هری و هاگرید از کوچه دیاگون دیدن می‌کنند اما بازی نمی‌کنند. | هری و هاگرید دو بار از کوچه دیاگون دیدن می‌کنند (فقط پلی استیشن ۲). |
| بدعنق       | بدعنق در طول کتاب کم ظاهر می‌شود.                         | بدعنق در طول فیلم دیده نمی‌شود.                           | بدعنق در صحنه‌های معمولی و باقاعده‌ای ظاهر می‌شود.           | بدعنق در صحنه‌های معمولی و باقاعده‌ای ظاهر می‌شود.                    |
| معجون‌سازی   | چند بخش کتاب به کلاس‌های معجون‌سازی اختصاص یافته‌است.       | یک بخش آن که مهم‌تر است نمایش داده می‌شود.                 | یک مرحله نسبتاً کوچک را باید در کلاس معجون‌سازی رد کند      | در نسخه جی‌بی‌سی هری اصلاً به کلاس نمی‌رود.                            |

## جادوها
- فیلپندو
- الهمورا
- وینگاردیوم لویسا
- ایسندیو
- لوموس
- وردمیلیوس
- اویفرس
- اکلس ریپارو
- لوموس سلم
- اسپونجیفای
- دیفندو
- ورمیلیوس
- ماکوئس ادنائوزوم
- لوکومتر ویبی
- لوکومتر متریس
- پترفیکیوس توتالوس